# Sylvibracon
Sylvibracon är ett släkte av steklar. Sylvibracon ingår i familjen bracksteklar.
Kladogram enligt Catalogue of Life:
| Sylvibracon | \| \| Sylvibracon annelatus \| \| \| \| \| \| Sylvibracon annulicornis \| \| \| \| \| \| Sylvibracon caudatus \| \| \| \| \| \| Sylvibracon filicaudatus \| \| \| \| \| \| Sylvibracon filicaudis \| \| \| \| \| \| Sylvibracon rogezensis \| \| \| \| \| \| Sylvibracon rufithorax \| \| \| \| |
|             | \| \| Sylvibracon annelatus \| \| \| \| \| \| Sylvibracon annulicornis \| \| \| \| \| \| Sylvibracon caudatus \| \| \| \| \| \| Sylvibracon filicaudatus \| \| \| \| \| \| Sylvibracon filicaudis \| \| \| \| \| \| Sylvibracon rogezensis \| \| \| \| \| \| Sylvibracon rufithorax \| \| \| \| |
|             | Sylvibracon annelatus |
|             | |
|             | Sylvibracon annulicornis |
|             | |
|             | Sylvibracon caudatus |
|             | |
|             | Sylvibracon filicaudatus |
|             | |
|             | Sylvibracon filicaudis |
|             | |
|             | Sylvibracon rogezensis |
|             | |
|             | Sylvibracon rufithorax |
|             | |